# 拉卜楞寺医药学院
医药学院是拉卜楞寺培养藏族医药人员的专门机构。
医药学院的僧人，除从事一般宗教活动外，主要学习《四部医典》和《药王月诊》、《晶珠本草》等著作。医药学院分初级、中级和高级三个学级。医药学院自成立以来，先后培养了大批的藏医、藏药人材。学院生产的“结白丸”、“九味沉香散”、“九味牛黄散”三种药已被列入国家药典，还有18种成药单方被列入西北五省（区）地方成药。目前拉卜楞寺设立了藏医研究所。

## 传授
每年从二月二十一日开始，直至四月十九日结束，由高级班僧人到初、中级班传授验小便、针灸、刺血、内外科诊断法、人体构造、藏药配制、人体的形成、病因等知识。

## 采药
每年四月下旬，中、初级班僧人要外出采药三天。回寺后，由高级班僧人根据采集标本讲授药物的生长知识。六月上旬。全院僧人外出采药14天，采集夏季草药生长标本。六月全体僧人再次外出采药三天，采集生长晚期的果实、枝干、根茎的标本，以识别其生态变化和药物性质等。

## 制药
七月下旬，全学院僧人都开始制药。所制成药有散、丸、膏三种。制成后于八月份，根据本院教规，全体僧人诵经七天，祝愿各药灵验，诵经完毕后，即将所制药品分发给本院所有僧人，以便使用。并备部分药品，供应来诊群众。